# Fiorenza Cedolins
Fiorenza Cedolins (Anduins Vito d'Asio, 18 de març de 1966) és una soprano italiana. Va fer el seu debut operístic el 1992 al Teatre Carlo Felice de Gènova amb l'òpera Cavalleria rusticana de Pietro Mascagni. Més tard va aparèixer en diversos papers, amb un repertori que anava des de Claudio Monteverdi, amb Il combattimento di Tancredi e Clorinda, el Carmina Burana de Carl Orff, el Mosè in Egitto de Gioachino Rossini, la Salomé de Richard Strauss. A partir de 1994 amb el paper de Giselda a I Lombardi de Giuseppe Verdi va començar la seva col·laboració plurianual amb el Festival d'Òpera d'Estiu de Split. El 1996 va guanyar el Concurs Vocal Luciano Pavarotti, i va ser convidada a cantar Tosca de Giacomo Puccini amb la Companyia d'Òpera de Filadèlfia i el gran tenor Luciano Pavarotti. Aquest mateix any va cantar el paper de Santuzza a Cavalleria rusticana al Festival de Ravenna, dirigida per Riccardo Muti. El 2005 va interpretar el Rèquiem de Giuseppe Verdi a l'Auditorium di Santa Cecilia de Roma, dirigida per Zubin Mehta, la Missa de rèquiem per al papa Joan Pau II, i de gira a Frankfurt i Viena amb l'Orquestra Simfònica de Milà, dirigida per Riccardo Chailly. També va cantar la Norma de Vincenzo Bellini (un dels papers més difícils del repertori italià) al Teatro Carlo Felice de Gènova, dirigida per Bruno Campanella, Mimi a La Bohème de Puccini i el paper protagonista en Tosca a l'Arena di Verona, dirigida per Daniel Oren.
Fiorenza Cedolins també ha cantat papers principals a Adriana Lecouvreur de Francesco Cilea, Aida, Luisa Miller de Verdi, Manon Lescaut, Madama Butterfly i Suor Angelica de Puccini. Altres funcions inclouen Leonora a Il Trovatore, Amalia a I masnadieri, Desdèmona a Otello, Isabel di Valois a Don Carlo, de Verdi.

## Repertori
| Rol                     | Títol                          | Autor           |
| ----------------------- | ------------------------------ | --------------- |
| Norma                   | Norma                          | Bellini         |
| Micaëla                 | Carmen                         | Bizet           |
| Tatiana                 | Eugene Onegin                  | Txaikovski      |
| Adriana Lecouvreur      | Adriana Lecouvreur             | Cilea           |
| Gloria                  | Gloria                         | Cilea           |
| Maria Stuarda           | Maria Stuarda                  | Donizetti       |
| Paolina                 | Poliuto                        | Donizetti       |
| Maddalena di Coigny     | Andrea Chénier                 | Giordano        |
| Fedora                  | Fedora                         | Giordano        |
| Anna Glawari            | La vídua alegre                | Lehár           |
| Nedda                   | Pagliacci                      | Leoncavallo     |
| Santuzza                | Cavalleria rusticana           | Mascagni        |
| Contessa d'Almaviva     | Le nozze di Figaro             | Mozart          |
| Donna Anna Donna Elvira | Don Giovanni                   | Mozart          |
| Anna                    | Le Villi                       | Puccini         |
| Manon Lescaut           | Manon Lescaut                  | Puccini         |
| Mimì                    | La bohème                      | Puccini         |
| Floria Tosca            | Tosca                          | Puccini         |
| Cio-Cio-San             | Madama Butterfly               | Puccini         |
| Magda de Civry          | La rondine                     | Puccini         |
| Giorgetta               | Il tabarro                     | Puccini         |
| Suor Angelica           | Suor Angelica                  | Puccini         |
| Lauretta                | Gianni Schicchi                | Puccini         |
| Liù                     | Turandot                       | Puccini         |
| Rosalinda               | El ratpenat                    | Johann Strauss  |
| Salome                  | Salome                         | Richard Strauss |
| Giselda                 | I Lombardi alla prima crociata | Verdi           |
| Amalia                  | I masnadieri                   | Verdi           |
| Lida                    | La battaglia di Legnano        | Verdi           |
| Luisa Miller            | Luisa Miller                   | Verdi           |
| Leonora                 | Il trovatore                   | Verdi           |
| Violetta Valery         | La traviata                    | Verdi           |
| Amelia Grimaldi         | Simon Boccanegra               | Verdi           |
| Amelia                  | Un ballo in maschera           | Verdi           |
| Elisabetta di Valois    | Don Carlo                      | Verdi           |
| Aida                    | Aida                           | Verdi           |
| Desdemona               | Otello                         | Verdi           |
| Mrs Alice Ford          | Falstaff                       | Verdi           |

## Enregistraments
El 28 d'octubre de 2002 va gravar el cd Dedicat to Giorgio, en memòria del director adjunt de la revista "L'Opera" Giorgio Banti, que va morir l'any 2001, que conté entre altres passatges de  Cavalleria rusticana  de Pietro Mascagni,  Mefistofele d'Arrigo Boito. El CD es va adjuntar com a homenatge al festival especial "L'Opera Travel" número 1, de juny de 2011.
- Bellini: Norma (en directe) - Fabrizio Maria Carminati/Carmela Remigio / The Marchigiana Philharmonic Orchestra /The Wind Orchestra of Ancona / Marchigiano Lyric Choir / Fiorenza Cedolins / Vincenzo La Scola / Katarina Nikolic / Andrea Papi / Giancarlo Pavan, 2014 Bongiovanni
- Puccini: Tosca - Andrea Bocelli / Fiorenza Cedolins / Orquestra del Maggio Musicale Fiorentino / Zubin Mehta, 2003 Sugar / Decca.

## DVD parcials
- Vincenzo Bellini: Norma (Liceu, 2007) - Vincenzo La Scola/Andrea Papi/Fiorenza Cedolins/Sonia Ganassi/Giuliano Carella, Arthaus Musik/Naxos
- Gaetano Donizetti: Maria Stuarda (La Fenice, 2009) - Fiorenza Cedolins/Sonia Ganassi/José Bros/Mirco Palazzi/Marco Caria/Pervin Chakar/Fabrizio Maria Carminati, C Major/Naxos
- Giacomo Puccini: Madame Butterfly (Arena di Verona, 2004) - Fiorenza Cedolins/Francesca Franci/Marcello Giordani/Joan Pons/Carlo Bosi/Daniel Oren, direcció de Franco Zeffirelli, Arthaus Musik/Naxos
- Puccini: La Rondine (La Fenice, 2008) - Fiorenza Cedolins/Fernando Portari/Sandra Pastrana/Emanuele Giannino/Carlo Rizzi (director d'orquestra), Arthaus Musik/Naxos
- Puccini: Tosca (Arena di Verona, 2006) - Fiorenza Cedolins/Marcelo Álvarez/Ruggero Raimondi/Daniel Oren, Arthaus Musik/Naxos
- Giuseppe Verdi: Luisa Miller (Teatro Regio di Parma, 2007) - Giorgio Surian/Marcelo Alvarez/Francesca Franci/Rafal Siwek/Leo Nucci/Fiorenza Cedolins/Donato Renzetti, C Major/Naxos

## Cartells de les principals obres interpretades

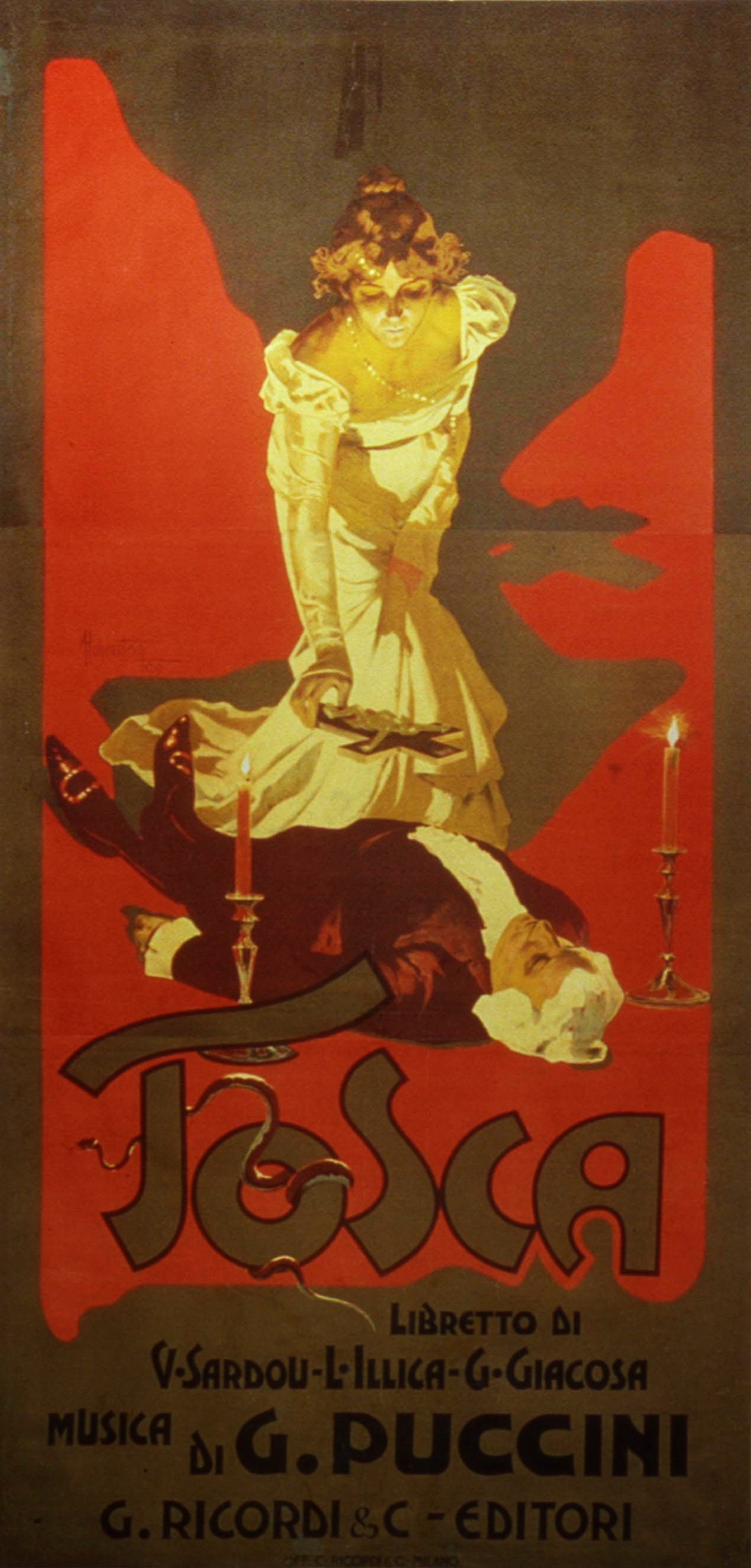
Tosca
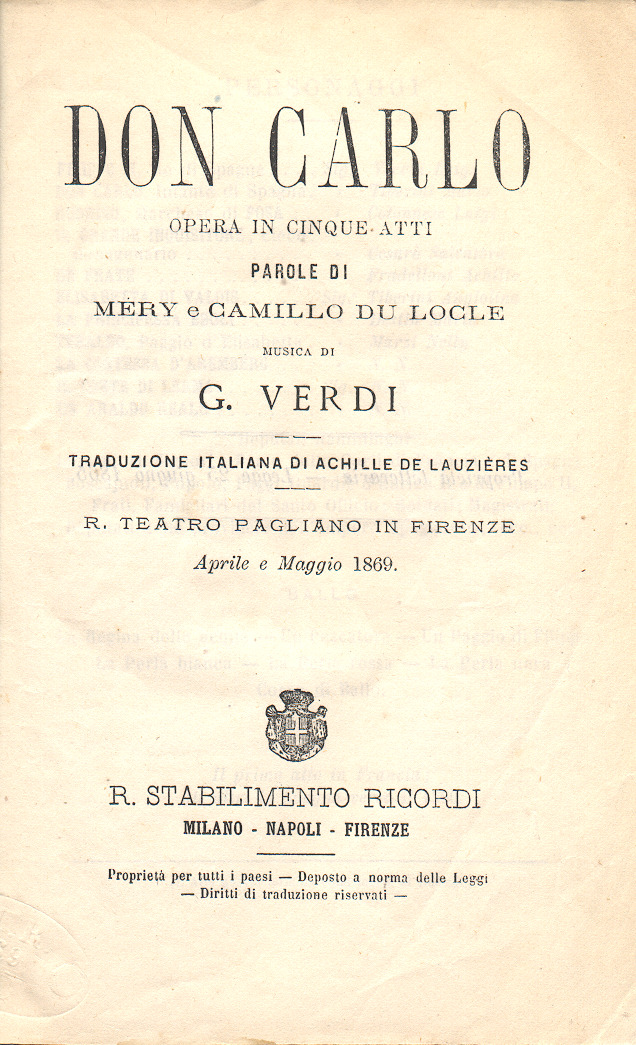
Don Carlo
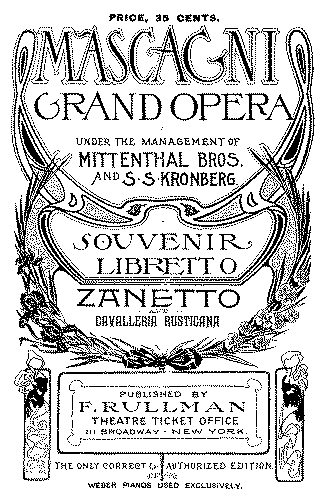
Cavalleria Rusticana
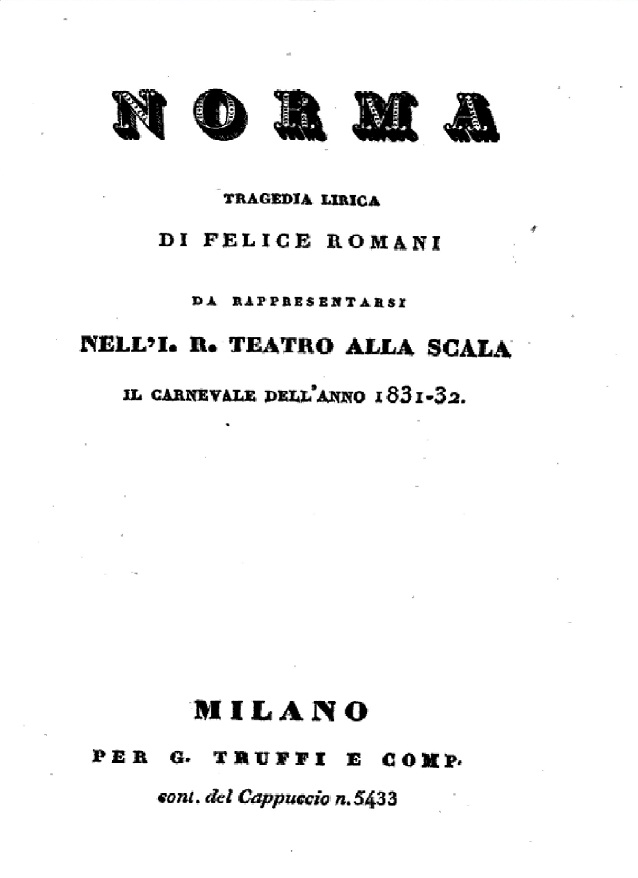
Norma